# Limenitis creton
Limenitis creton är en fjärilsart som beskrevs av Frederick DuCane Godman 1901. Limenitis creton ingår i släktet Limenitis och familjen praktfjärilar. Inga underarter finns listade i Catalogue of Life.